# FC Rapid II București
Rapid II București este echipa a doua a clubului de fotbal, FC Rapid București. Echipa evoluează în prezent în Liga a III-a. Fondată în 1946, echipa s-a numit anterior Electromagnetica și Vestitorul București. Echipa a fost refondată în anul 2019, în urma promovării echipei FC Rapid București în Liga a II-a. 
Echipa a evoluat timp de mai multe sezoane în Liga a II-a și a ajuns în faze superioare ale Cupei României. Pe 21 septembrie 2005, Rapid II Bucuresti a reușit una din cele mai importante victorii din istoria sa, atunci când a izbutit să o învingă la loviturile de departajare pe multipla campioană a României, FC Steaua București, cu scorul de 8-7, după ce la finalul timpului regulamentar de joc și al prelungirilor, scorul a fost egal, 0-0. Meciul a contat pentru 16-imile de finală ale Cupei României, ediția 2005/2006.

## Istoric

### Vestitorul & Electromagnetica (1946–2001)
FC Rapid II București a fost înființată imediat după încheierea celui de-al Doilea Război Mondial , în 1946, sub numele de Vestitorul București . Vestitorul a jucat ani de zile la nivelul Municipiului București ( Divizia D  ), înainte de a fi cumpărat de Electromagnetica, principalul producător de echipamente de telecomunicații din România. Vestitorul București a fost redenumit Electromagnetica București în anii 1960, dar realizări importante nu au apărut în anii următori, iar Electromagnetica a rămas o echipă de rangul patru.
După Revoluția Română din 1989 și căderea comunismului în țară, fabrica a fost privatizată și pentru echipa de fotbal și-a început perioada cea mai glorioasă. Clubul cu sediul în strada Veseliei a promovat în Divizia C , pentru prima dată în istorie, la finalul sezonului 1994–95, după ce s-a încoronat ca campioni ai Bucureștiului . La finalul primului sezon Electromagnetica s-a clasat pe locul 15 din 20, realizându-și scopul, evitarea retrogradării. 
În sezoanele următoare, Electromagnetica a fost o prezență constantă în topul seriei sale Divizia C , fiind clasată pe locul 3 de trei ori la rând (1996–97, 1997–98, 1998–99) și ca vicecampion la sfârșitul anului. sezonul 1999–2000, înainte de a-și câștiga seria și de a promova în Divizia B  , la finalul sezonului 2000–01. Clubul bucureștean a câștigat seria a patra cu un avans de doar un punct în fața  CSM Flacăra Moreni . 

### Rapid II (2001-prezent)
După promovare, Electromagnetica a început o colaborare cu Divizia A laterală Rapid București , devenind „satelitul” acesteia. Din perspectiva Rapidului, această nouă colaborare le-a dat șansa de a avea un al doilea lot de seniori la nivelul diviziei secunde, unde jucătorii care au terminat academia de tineret să fie cazați cu intensitatea fotbalului de seniori. Pe de altă parte, pentru Electromagnetica a fost o gură de oxigen, atât din punct de vedere financiar, cât și al transferurilor.
În primul sezon, colaborarea Rapid-Electromagnetica a fost una fructuoasă, echipa ocupându-se pe locul 3, cea mai bună performanță din întreaga sa istorie. În sezoanele următoare, clubul s-a clasat pe locul 6 ( 2002–03 ) și pe locul 13 ( 2003–04 ).
În vara anului 2004, Electromagnetica București a intrat sub controlul exclusiv al FC Rapid București și a fost redenumită Rapid II București , dar continuând să joace meciurile de acasă pe strada Vesliei, pe Stadionul Electromagnetica . La finalul sezonului 2004–05 , Rapid II s-a clasat pe locul 6 din 16, apoi, în sezonul următor, retrogradând după ce s-a clasat pe locul 13 din 16, trei poziții sub linia roșie.
Totuși, în sezonul 2005–06 , Rapid II a realizat una dintre cele mai mari performanțe din istoria clubului eliminând FC Steaua București , în optimile de finală ale Cupei României , cu 8–7 la penalty-uri, după ce scorul a fost 0–0. în timpul regulamentar și în prelungiri. 
Rapid II a continuat să joace la nivelul Ligii a III -a , dar criza financiară din 2007–08 și problemele clubului-mamă, FC Rapid București , au făcut ca echipa să se lupte în mediocritate, retrăgându-se în final din campionat în pauza de iarnă a lui. sezonul 2012–13 .
În vara lui 2019, după promovarea Rapidului în Liga a II -a, s-a decis refondarea Rapidului II, lotul fiind înscris în Liga a IV -a – București . Marian Rada a fost numit noul manager al „Vulturii din Burgundia”. 

## Structura

### Stadion
Stadionul Electromagnetica este un stadion polivalent din București , România . În prezent este folosit mai ales pentru meciuri de fotbal și este terenul de acasă al Asalt București și ACS Rapid FNG. Stadionul are o capacitate de 2.000 de persoane și a fost deschis în perioada interbelică , fiind singurul stadion deschis în București în acea perioadă care este încă în folosință.  Timp de 66 de ani, stadionul a fost locul natal al Rapidului II București , echipă cunoscută în trecut drept Electromagnetica București.  Tabloul de marcaj este unul neobișnuit, fiind vechiul scor de la Stadionul Republicii, mutat aici când stadionul a fost demolat.Rapid II a continuat să joace pe Stadionul Electromagnetica până la retrogradarea în Liga a III- a . 
După retrogradare, echipa secundă a Rapidului a folosit diverse terenuri, din iulie 2019 stadionul folosit drept teren fiind Stadionul Coresi, cu o capacitate de 100 de persoane.

### Centrul de formare
Academia de tineret a Rapidului a dat nume importante pentru fotbalul românesc și internațional precum : Lucian Răduță ; Mugurel Buga ; Lucian Burdujan ; Valentin Negru ; Artavazd Karamyan ; Arman Karamyan ; Narcis Răducan ; Cristian Ionescu ; Hristu Chiacu ; Florin Bratu .

## Palmares
Liga a III-a
- Câștigătoare: 2000-2001
- Locul 2: 1999-2000

Liga a IV-a - București
- Câștigătoare: 1994–95
- Locul 2: 2019–20

## Lotul actual
| Nr. |         | Poziție | Jucător          |
| --- | ------- | ------- | ---------------- |
| 1   | România | P       | Alexandru Andrei |
| 99  | România | P       | Marius Belu      |
| 78  | România | P       | Virgil Drăghia   |
| 25  | România | F       | Claudiu Vasile   |
| 5   | România | F       | Doru Bratu       |
| 21  | România | F       | Alexandru Dăescu |
| 27  | România | F       | Dragoș Dumitru   |
| 6   | România | F       | Radu Gheorghe    |
| 4   | România | F       | Octavian Ionescu |
| 2   | România | F       | Patrick Benga    |
| 3   | România | F       | Marius Țâncu     |
| ??  | România | M       | Florin Adâr      |
| ??  | România | M       | Daniel Kassai    |

| Nr. |         | Poziție | Jucător           |
| --- | ------- | ------- | ----------------- |
| ??  | România | M       | Tudor Barbu       |
| ??  | România | M       | Florin Călin      |
| ??  | România | M       | Alexandru Coman   |
| ??  | România | M       | Ionuț Florea      |
| ??  | România | M       | Adrian Grigore    |
| ??  | România | M       | Constantin Ioniță |
| ??  | România | M       | Andrei Matei      |
| ??  | România | M       | Marian Stoica     |
| ??  | România | A       | Bogdan Alexandru  |
| ??  | România | A       | Alin Tene         |
| ??  | România | A       | Ștefan Bujor      |
| ??  | România | A       | Florin Martin     |
| ??  | România | A       | Robert Udrescu    |

## Legături externe
- Site Oficial Arhivat în 17 decembrie 2008, la Wayback Machine.
- Site-ul RapidFans
- Site-ul Suporterilor